# Гликон
Гликон (др.-греч. Γλυκών) — воплощение бога медицины Асклепия в виде змеи с головой человека или льва с лошадиной гривой. Культ Гликона ввёл во II веке лжепророк Александр из Абонотиха. Судя по археологическим находкам, монетам с изображением Гликона культ получил широкое распространение в Римской империи во время правления Антонина Пия и Марка Аврелия.

## Возникновение и особенности культа
Сведения о возникновения культа Гликона содержится в сочинении Лукиана «Александр, или Лжепророк». Лукиан рассказывает о шарлатане и лжепророке Александр. Он путём обмана сумел убедить многих легковерных жителей Пафлагонии, что на Землю вновь явился бог медицины Асклепий. Божество воплотилось в виде змеи Гликона. Александр от имени божества начал создавать пророчества и оракулы.
Время, когда Александр ввёл культ Гликона, характеризовалось тесной взаимосвязью медицины и религии. Люди со своими болезнями обращались к асклепиадам, одновременно врачам и жрецам бога медицины Асклепия. Учитывая распространение культа, по всей видимости, Александр был не только шарлатаном, создателем нового культа, но и незаурядным врачом. Это также было временем духовных и интеллектуальных поисков и полемик, отражающих изменения в социально-религиозной жизни Империи, ко II веку предельно расширившей свою географию.
По утверждению Лукиана за каждое прорицание была назначена плата в одну драхму и два обола. Благодаря большому наплыву суеверных жителей империи доходы Александра достигали 70—80 тысяч драхм. На эти деньги он содержал большое количество «сотрудников и помощников: соглядатаев, составителей и хранителей изречений, секретарей, лиц, накладывающих печати, и различных толкователей». Одновременно он отправлял в другие земли гонцов, которые популяризировали новый культ. Распространению культа способствовал поверивший Александру знатный римский сенатор Публий Муммий Сисенна Рутилиан. О популярности нового культа свидетельствуют многочисленные археологические находки — амулеты, надписи, монеты, статуэтки с изображением или упоминаниями Гликона.
Культ Гликона пережил своего создателя Александра (умер около 170 года), о чём свидетельствуют изображения на монетах времён императора Требониана Галла.

## Нумизматика, филателия, бонистика
Изображения Гликона присутствуют на нескольких монетных типах провинциальных монет Римской империи. В 1962 году на территории Томиса (современная Констанца) археологи обнаружили мраморную скульптуру Гликона высотой 66 см. Длина змеи составляет 4,76 м. На сегодняшний день она экспонируется в историческом и археологическом музее Констанцы. Данный артефакт поместили не только на почтовую марку, но и на аверс банкноты номиналом в 10000 румынских леев серии 1991—1994 годов.

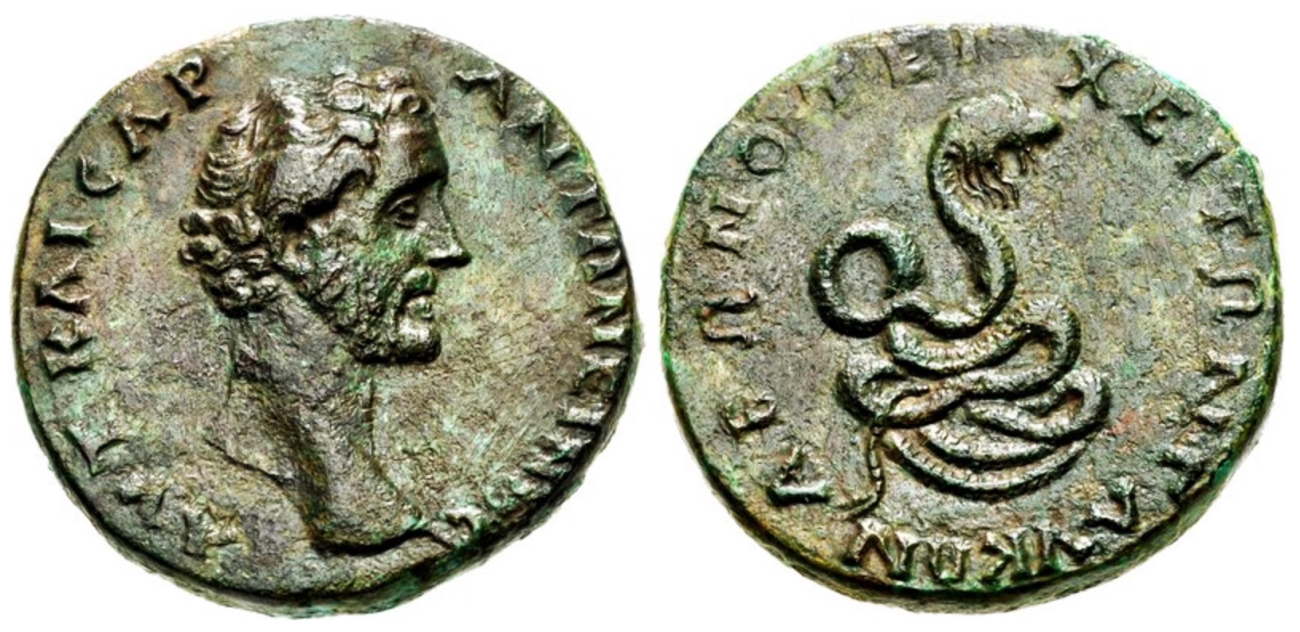
Бронзовая монета Абонотиха[англ.] времён правления Антонина Пия (138—161)
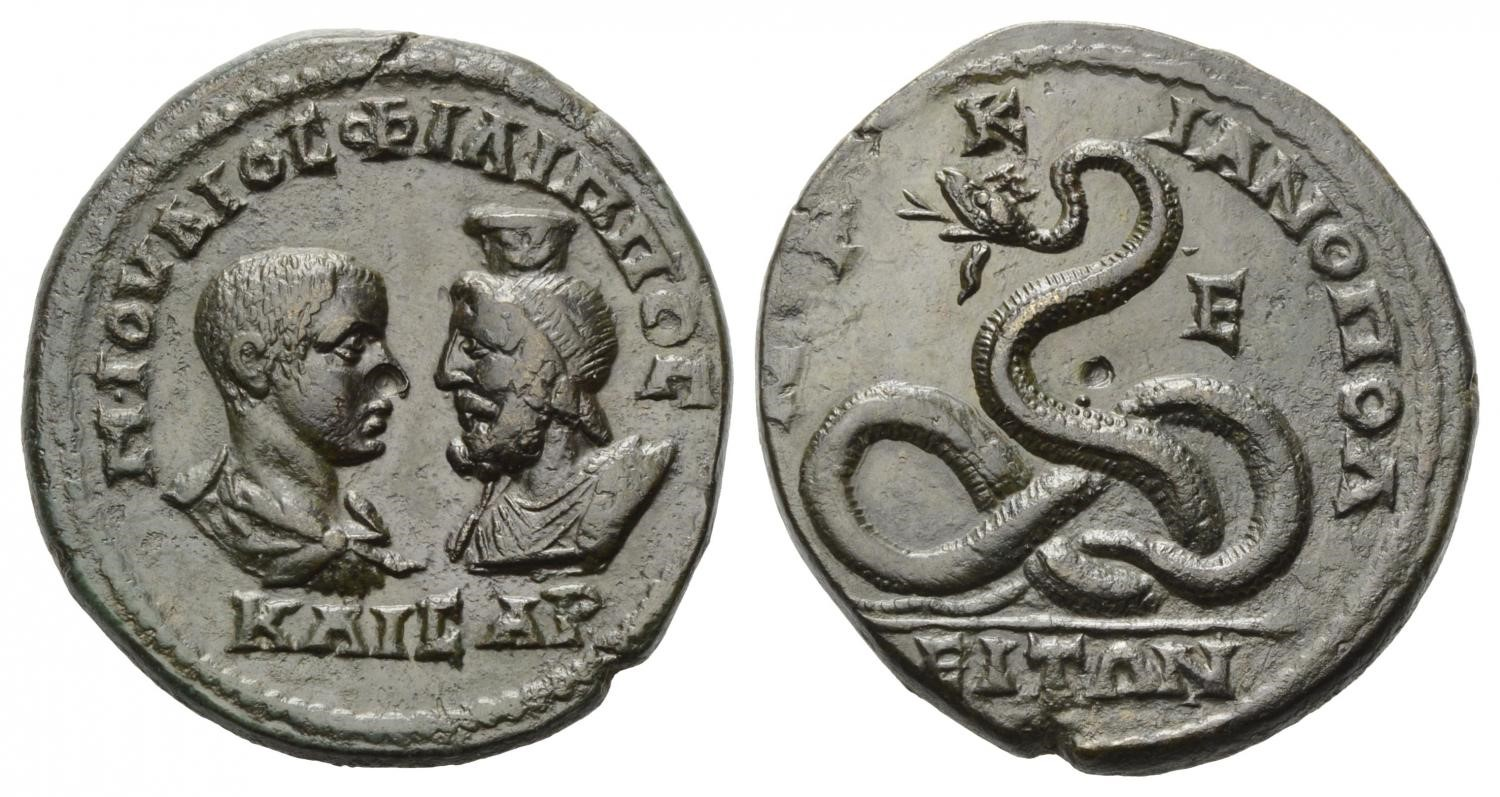
Пентассарион. Маркианополь, Нижняя Мёзия. 247—249
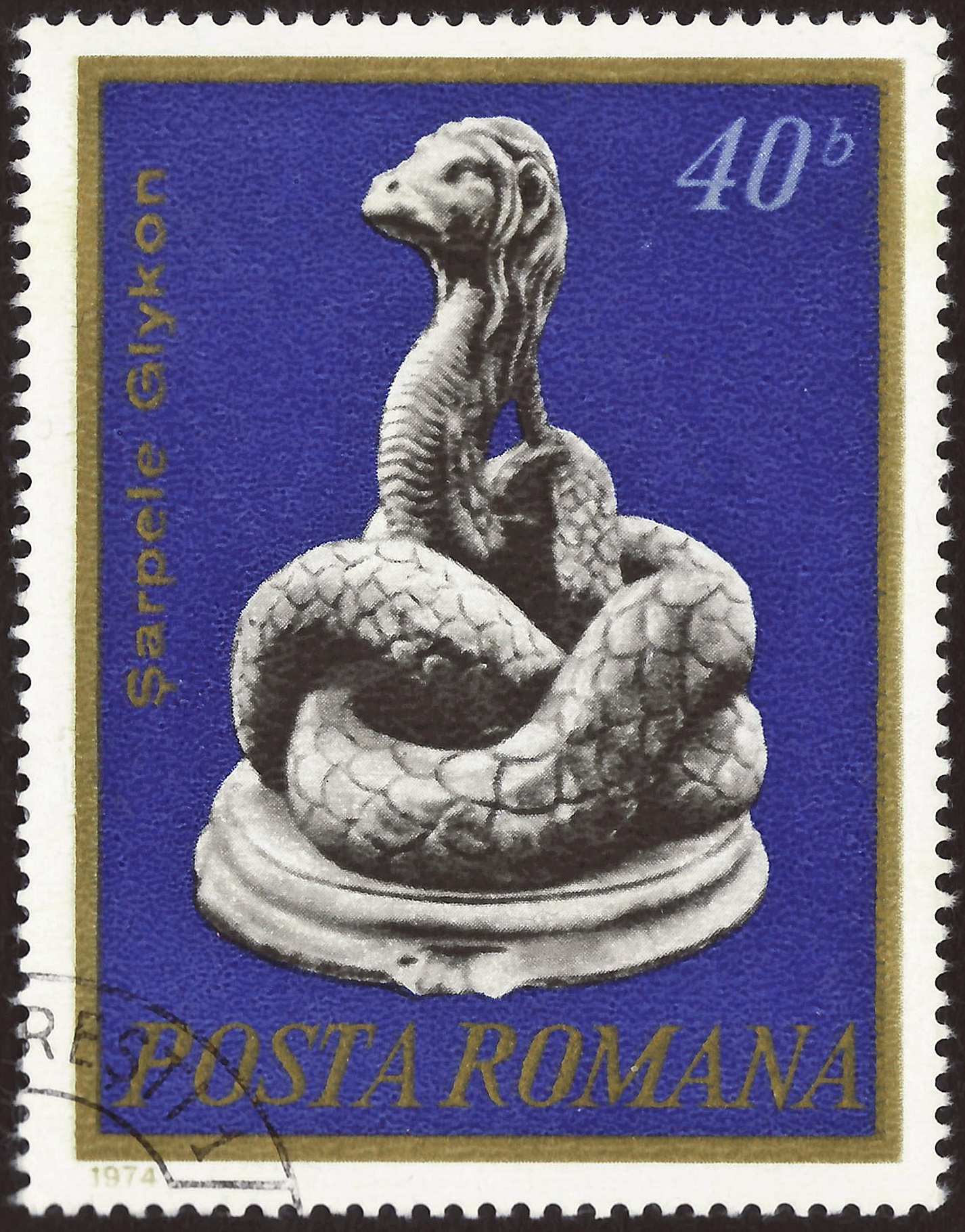
Почтовая марка 1974 года с изображением Гликона
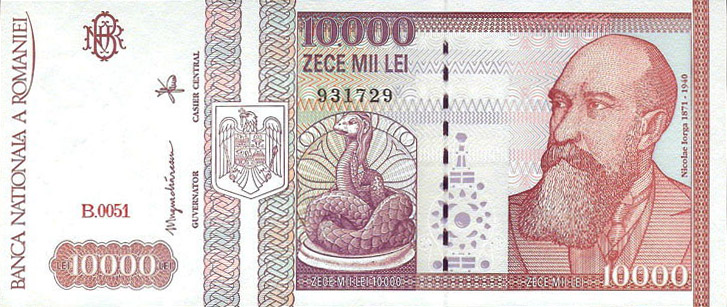
Банкнота номиналом в 10000 румынских леев серии 1991—1994 годов